# Gonfanon

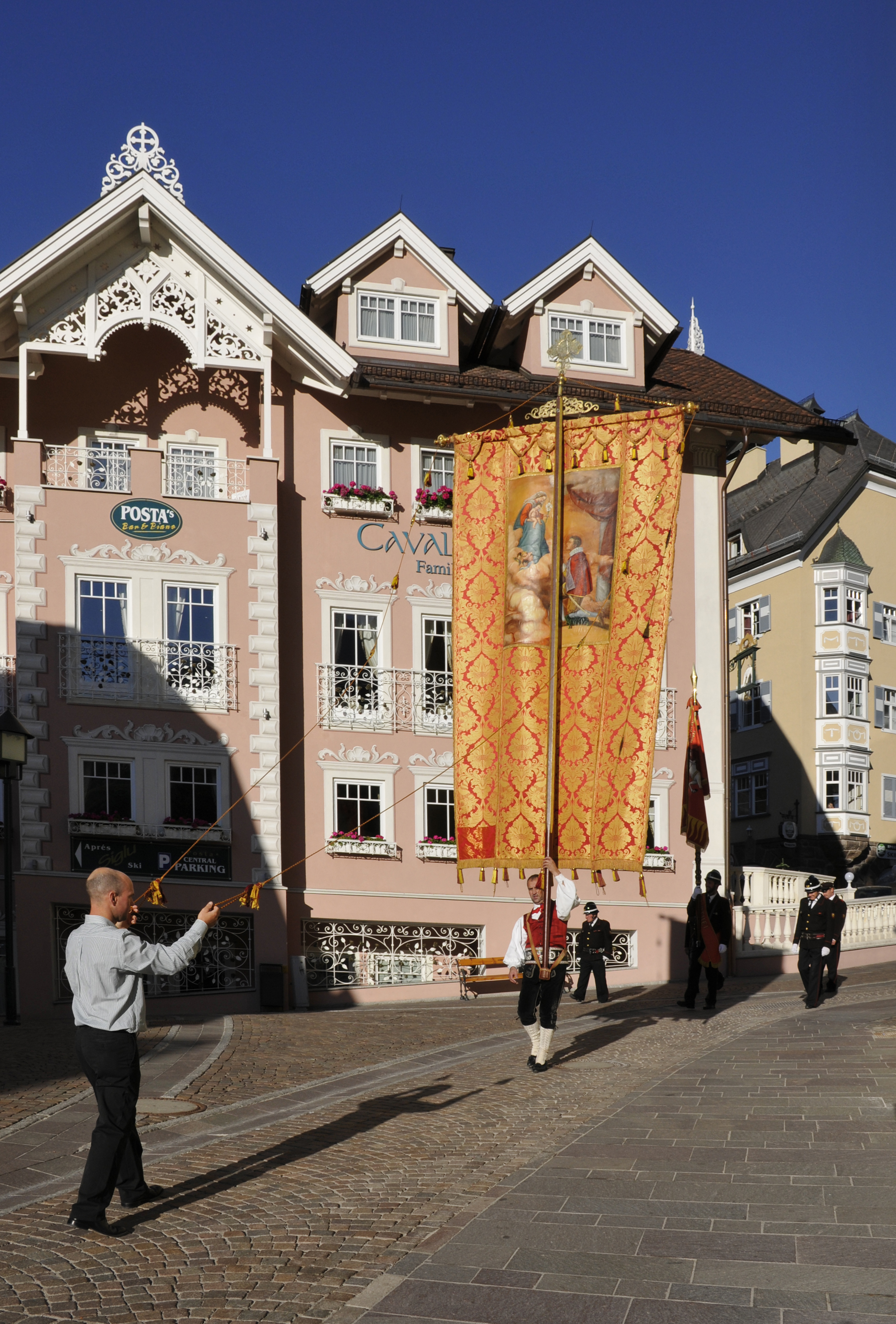
Gonfalonier d'Ortisei portant un gonfalon Notre Dame du Rosaire.

Armoiries de la cité allemande de Schwerin, montrant un gonfalonier.

Le gonfanon ou gonfalon (en ancien français, confenons) est un morceau d'étoffe quadrangulaire, comme la bannière, ou terminé par des pointes. Il était attaché à la hampe ou au fer d'une lance et pouvait y être enroulé. On disait, « fermer » le gonfanon, pour l'attacher à la hampe.
L'orthographe gonfalon — et gonfalonier ou gonfalonnier pour le porteur — est également très fréquente, bien que l'étymologie fasse préférer gonfanon.

## Étymologie
Le terme est attesté pour la première fois vers 1050 sous la forme gunfanun « bannière de guerre » (Alexis, éd. Chr. Storey, 414).
Il associe deux racines franciques :
- gund : bataille ;
- fano : pièce d'étoffe, terme qui a donné fanon et peut-être fanion.

En vieux haut-allemand, gundfano est un étendard de combat.

Fano a donné en allemand Fahne, drapeau ou étendard.
On trouve dans la Chanson de Roland, au XIe siècle : De cels de France virent les gunfanuns.

## Histoire

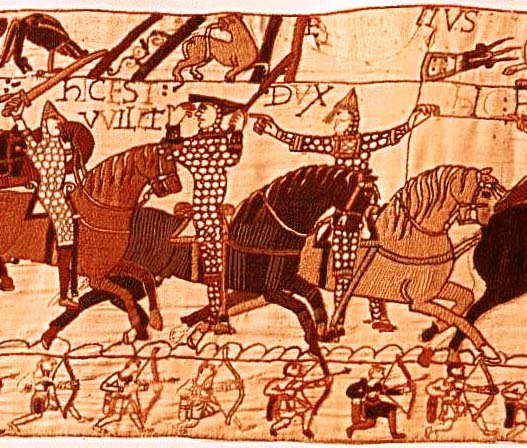
Eustache de Boulogne, tenant le gonfanon du duc Guillaume le Conquérant, désigne celui-ci, qui relève son heaume pour montrer à ses soldats qu'il n'est pas mort.

Le terme a d'abord été utilisé pour désigner un étendard ou une enseigne réunissant autour de ses plis les vassaux d'un seigneur suzerain. Il pouvait également être utilisé lors du rassemblement de l'ost.
L'objet pouvait avoir une signification religieuse et l'étendard que le pape envoie à Guillaume le Conquérant, avant son expédition d'Outre-Manche, est qualifié de gonfanon dans le Roman de Rou de Wace.
Les gonfalons (en italien, gonfalone  ou confalone) étaient également utilisés très largement dans les communes italiennes du Trecento – à l'instar de Sienne, Milan, Padoue –  et par la suite ils furent appliqués aux quartiers (vicinanze à Florence ou piviere), compagnies armées ou d'armes et corporations (Arti) de ses communes. Plus tard et jusqu'au XVIe, il vint à désigner, comme à Florence, des subdivisions intermédiaires entre la paroisse et le quartier, aux fonctions fiscales, électorales et administratives. Les gonfaloni étaient leurs représentants et étaient responsables de la surveillance des rues et de leur éclairage mais aussi de rendre la justice.
Le gonfalon a été utilisé lors de la cérémonie d’intronisation des papes pour afficher l’emblème de la papauté, du Moyen Âge jusqu’à l’abandon de celui-ci par Paul VI au XXe siècle, dans l’esprit du concile œcuménique du Vatican II.
De nos jours Gonfanon est souvent synonyme de Bannière de procession.

## Gonfanons, bannières et héraldique
Même si les auteurs des XIIe et XIIIe siècles paraissent employer indifféremment les mots gonfanon (Fig 1. à 6.) et bannière, la caractéristique du gonfanon est que son axe est à l'angle droit de la hampe et ne semble pas avoir été destiné à être porté à l'horizontal mais à la verticale à l'instar de l'oriflamme comme figure de ralliement fixe ou portée à pied au bout d'une lance (Fig 1. & 2.). C'est par commodité que le gonfanon fut porté à l'horizontale par les cavaliers des XIe et XIIe siècles. Il ne fallait pas que le gonfanon soit très grand, puisque l'on combattait avec la lance à laquelle il était fixé et que l’étoffe pouvait gêner les mouvements du porteur ou se prendre dans les jambes du cheval. Ainsi une aigle y paraît donc la tête vers la hampe et la queue au large (Fig. 5). Les études sigillographiques,,, ont démontré que la bannière rectangulaire s'est imposée dans le dernier quart du XIIe siècle en même temps que les premières figures véritablement héraldiques (Fig. 7.).
Un des plus anciens gonfanons subsistants (XIVe siècle) est conservé au château de Blonay.
Cependant, comme l'a démontré dès 1942 D.L. Galbreath dans son Manuel du blason, ce serait commettre une erreur d'affirmer que la bannière héraldique reprenait exactement le(s) meuble(s) et couleurs de l'écu. « Notons que ces bannières, dont nous postulons l'existence, diffèrent entièrement des armoiries […] Les grandes familles du XIIe siècle, propriétaires d'alleux et de fiefs très nombreux, doivent avoir rassemblé un grand nombre d'enseignes, proportionné au nombre de leurs seigneuries, dont sans doute une partie seulement resta en usage et dont une partie moindre encore paraît dans nos sources ». Un cas d'« école » est celui des seigneurs de Monfort(-L'Amaury) dont l'émanché de la bannière (Fig. 9) diffère radicalement de l'écu (Fig. 10). Comme l'avait également souligné André Steyert dès 1860, il est indispensable de conserver un regard critique sur les érudits de la première moitié du XIXe siècle qui, se recopiant les uns les autres, ou citant des sources antérieures non vérifiables, se sont permis de faire remonter les origines de l'héraldique bien avant le XIIe siècle. Ainsi, par exemple, faire remonter le lion de la ville de Lyon dès le Ve siècle n'est pas scientifiquement acceptable. On peut tout au plus proposer à titre d'axe de recherche, quelques suppositions jamais antérieures au XIe siècle, à partir de blasons datant au plus tôt du dernier tiers du XIIe siècle en émettant de sérieuses réserves quant aux couleurs proposées (Fig. 8).

Fig.1 : Gonfanon à trois pans de l'abbaye de Saint-Géraud d'Aurillac XIe siècle.
Fig.2 : Gonfanon à deux pans de la même abbaye XIe siècle.
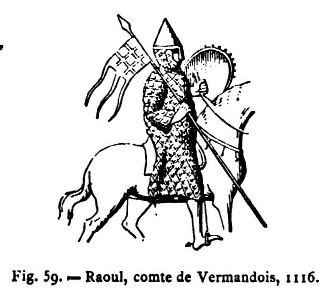
Fig.3 : DA no 1010 : sceau équestre de Raoul Ier de Vermandois, au gonfanon orné d'un échiqueté, daté de 1135 et non 1116[11], reproduit dans M. Pastoureau, daté également de 1135[12].
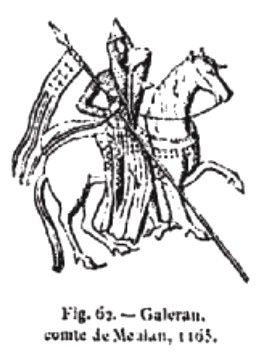
Fig.4 : "sceau non daté de Galéran IV de Meulan présentant l'échiqueté sur le gonfanon, sur la cotte d'arme et sur la couverture de la selle"[13]. Et également sur l'écu semble-t-il.
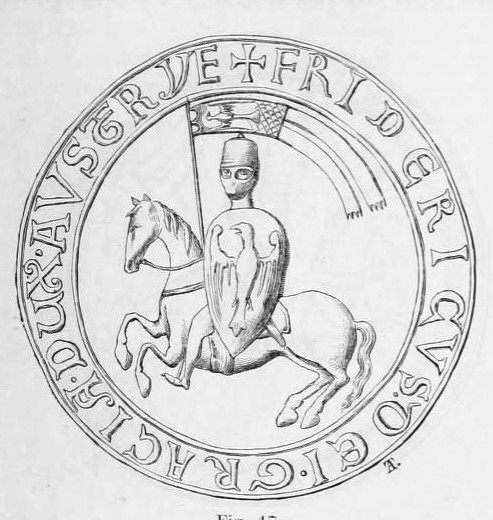
Fig.5 : Sceau au gonfanon de Frédéric Ier d'Autriche v. 1190.

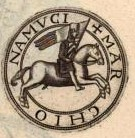
Fig.6 : Sceau au Gonfanon de Baudouin V de Hainaut (1193).
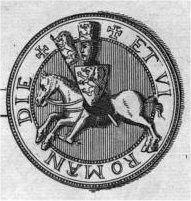
Fig.7 : Contre sceau à bannière de Philippe d'Alsace 1162[3].
Fig.8 : Bannière supposée des comtes de Lyon.
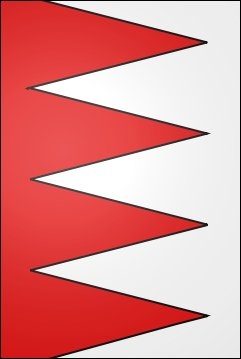
Fig.9 : Bannière d'Amaury VI de Montfort
Fig.10 : Ecu d'Amaury VI de Montfort

Le gonfanon est aussi un meuble héraldique, qui peut être frangé, et qui est généralement représenté par trois fanons arrondis. Celui des comtes d'Auvergne (Fig. 11) est le gonfanon primitif de Saint-Géraud d'Aurillac (Fig. 1) utilisé selon la légende lors de la Première croisade. En héraldique il est fréquent de désigner l'agneau pascal par un agneau porte-étendard qui tient par ses pattes de devant (la patte dextre) la bannière du Christ (normalement frappée d'une croix de gueules sur fond d'argent) mais le  terme exact devrait être Gonfanon à deux pans (Fig. 12).

Fig.11 : Armes des comtes d'Auvergne : d'or au gonfanon de gueules frangé de sinople.
Fig.12 : Blason de Bennwil : d'azur à l'agneau pascal nimbé (ou auréolé) d'or .

## Références

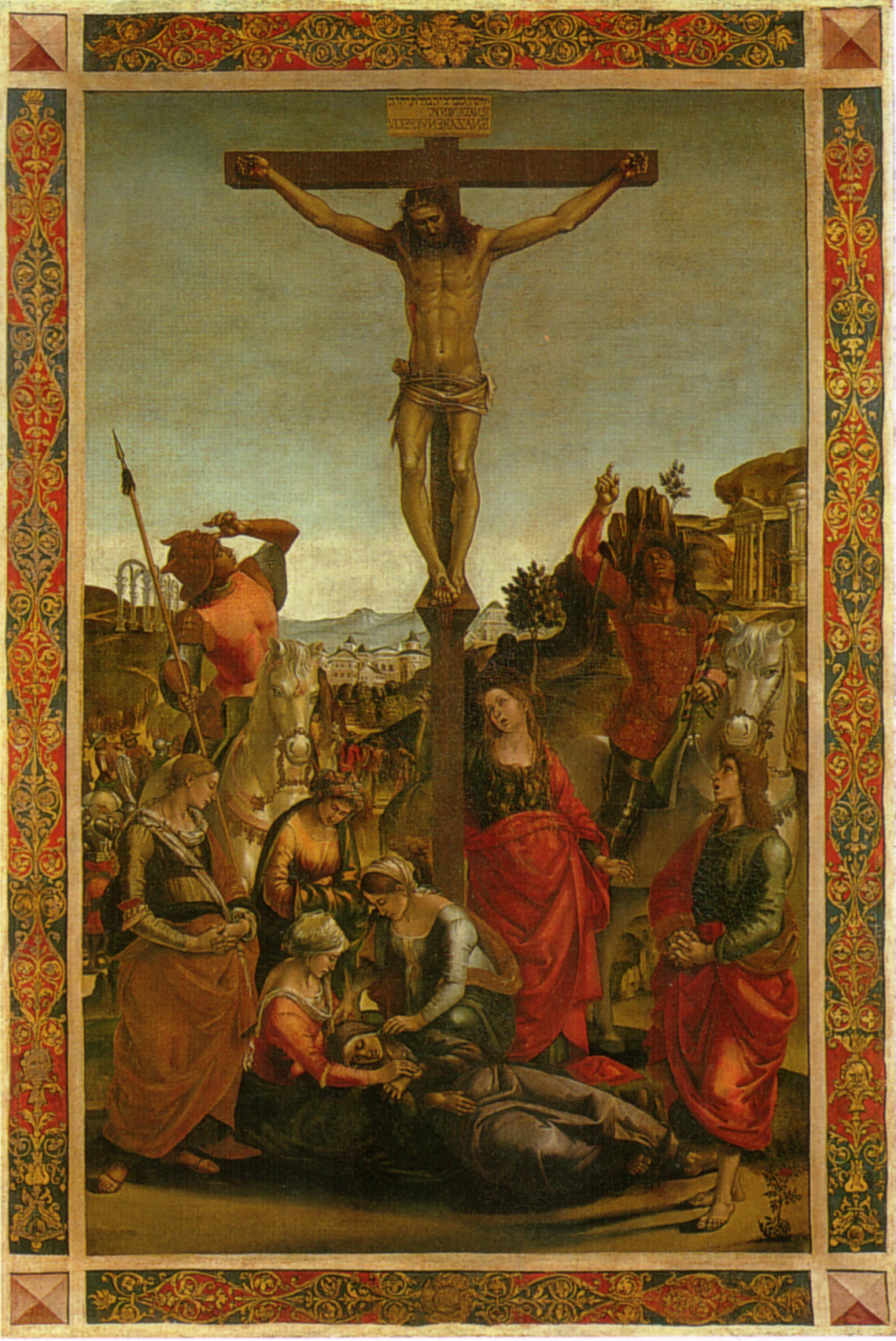
Gonfalon italien (ici de Luca Signorelli).

## Sources
- Eugène Viollet-le-Duc
- Giovanni Villani, Cronica, VI, 39.